# Lekstraatsynagoge

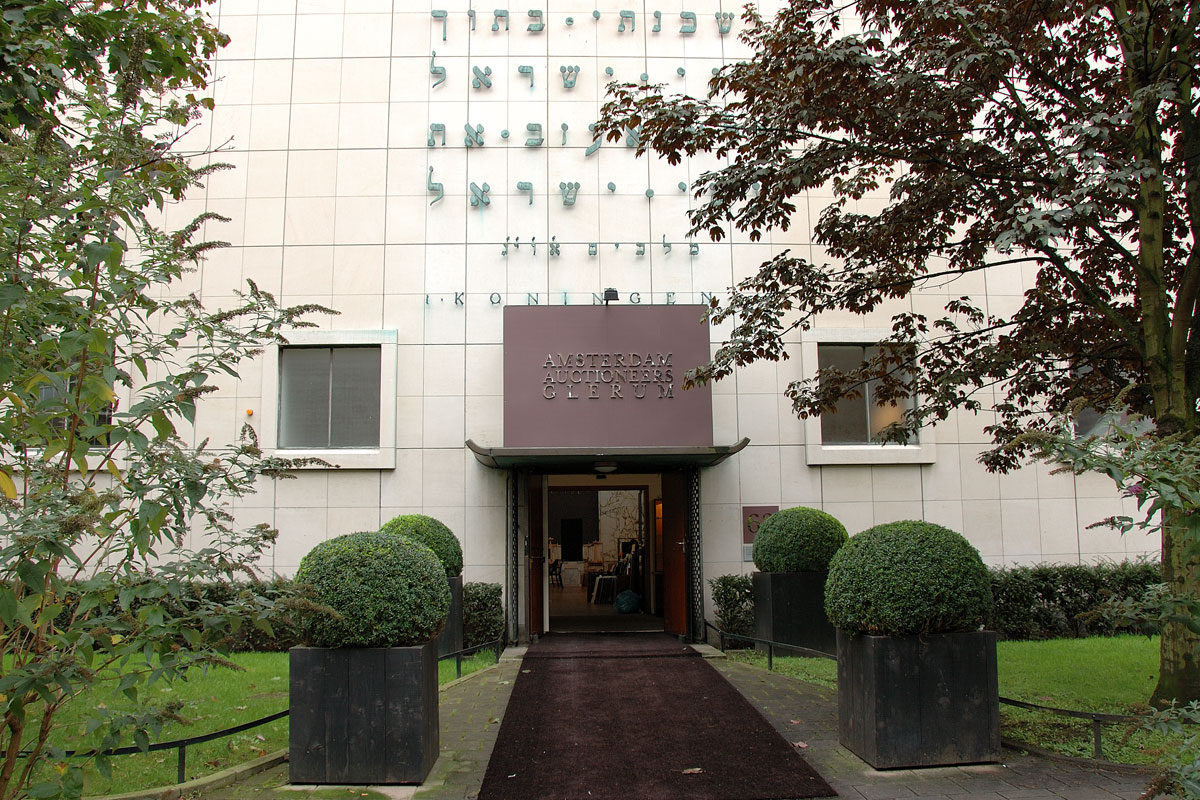
Voorzijde van de Lekstraatsynagoge

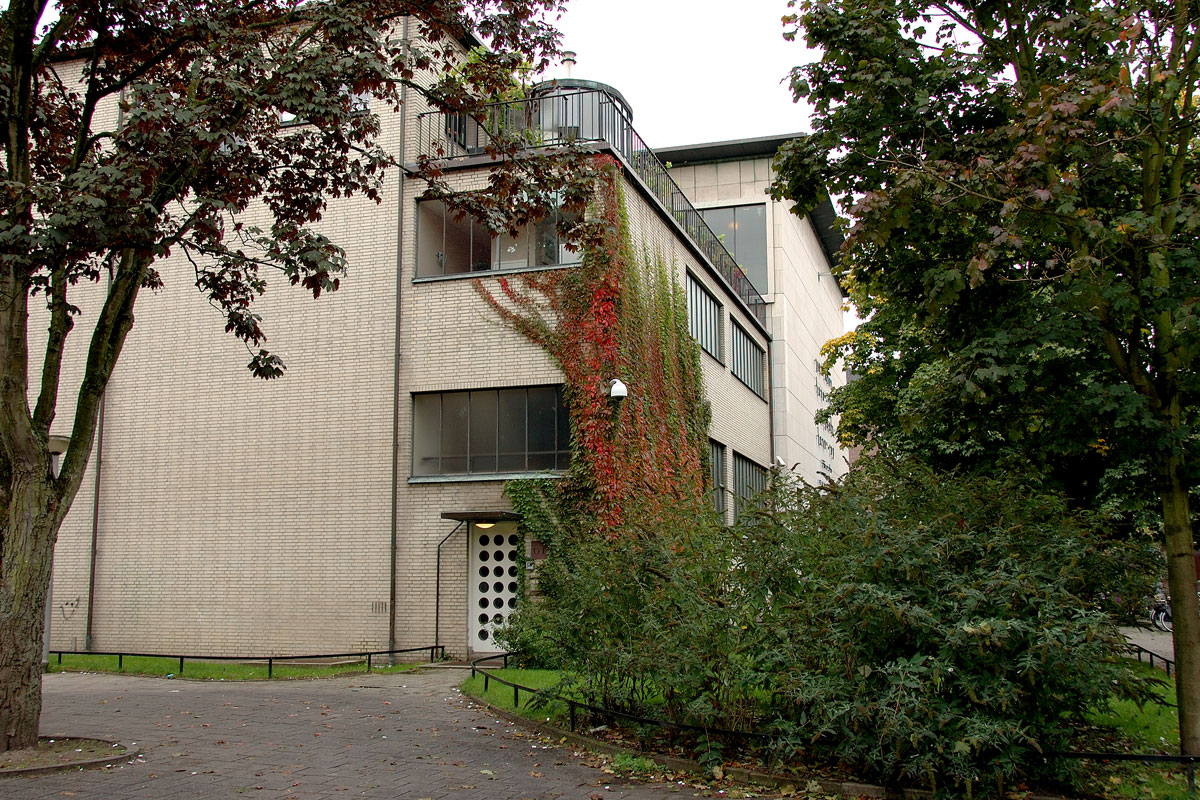
De Lekstraatsynagoge van opzij gezien

Aan de Lekstraat 63 in de Rivierenbuurt te Amsterdam staat de Lekstraatsynagoge. Deze synagoge is een belangrijk centrum van de chareidische Joden wonende in Amsterdam en omstreken. In Amstelveen en Amsterdam wonen enkele honderden chareidim, vooral in de Rivierenbuurt en Buitenveldert.

## Het gebouw
De Lekstraatsynagoge dateert uit 1937 en is daarmee de laatste synagoge die in Amsterdam voor de Tweede Wereldoorlog werd gebouwd. Het ontwerp is van architect Abraham Elzas (1907-1995) en dateert uit 1932. Elzas werkte bij en is beïnvloed door Le Corbusier (Parijs). Dat is terug te zien in de Lekstraatsynagoge, die is gebouwd in de stijl van de nieuwe zakelijkheid. In de gevel staat 'En ik zal in het midden der kinderen Israëls wonen en ik zal mijn volk Israël niet verlaten.’ Deze tekst is afkomstig uit de Tenach: Melachiem Allef (1 Koningen) 6:13.

## Ontstaan
De Rivierenbuurt ligt in het zuiden van Amsterdam en maakt deel uit van wat oorspronkelijk 'Plan-Zuid' werd genoemd. Plan-Zuid valt uiteen in twee delen: het huidige Amsterdam-Zuid, gericht op welgestelden. En de Rivierenbuurt, gericht op de middenklasse. Vanaf de jaren 30 vestigden zich steeds meer Joodse inwoners in de Rivierenbuurt. Ook Joods-Duitse vluchtelingen gingen vanaf 1933 veelal in deze buurt wonen. Uiteindelijk zou in 1940 zo'n 40% van de in Amsterdam wonende Joden in dit deel van de stad leven.
De bewoners hadden behoefte aan een synagoge. Vanaf 1923 behartigde de vereniging Benei Teiman ('Kinderen van het Zuiden') de religieuze belangen van de Joodse bewoners in de buurt. Benei Teiman organiseerde vanaf 1926 diensten in een verbouwd pand aan de Waalstraat/Amstelkade. Omdat er steeds meer Joodse bewoners kwamen - van 4000 in 1930 tot rond de 17.000 in 1940 - wilde men een echte sjoel (synagoge) bouwen. De plannen ontstonden in het begin van de jaren 30, in 1932 was het ontwerp klaar en op 30 november 1937 werd de Lekstraatsynagoge ingewijd.

## Ontwerp
Het ontwerp van Abraham Elzas is met de strakke, rechthoekige vorm en strenge, gesloten gevel een voorbeeld van het functionalistisch bouwen. Dat is uitzonderlijk in Plan-Zuid, want daar werd voornamelijk de Amsterdamse School-stijl gehanteerd. Elzas zei geïnspireerd te zijn door een Jiddische roman met de titel Nisht in Golus und nisht in der Heim, 'Niet in ballingschap maar ook niet thuis'. Een gevoel dat veel Joden in Plan-Zuid hadden, vanwege de politieke situatie in de jaren dertig. Er woonden immers veel vluchtelingen; zij vonden Plan-Zuid een goede plek om te wonen maar het voelde niet als thuis. Vandaar de afstandelijke, strenge en bijna kille stijl van de synagoge.

## Tijdens de Tweede Wereldoorlog
Tijdens de Tweede Wereldoorlog konden joden in de Lekstraatsynagoge gele Davidsterren kopen. Later sloot de synagoge haar deuren, en vanaf 1943 deed het gebouw dienst als opslagplaats van meubels van weggevoerde joden.

## Na de oorlog
Na de oorlog keerden er maar weinig Amsterdamse Joden terug. Zij vestigden zich vaak in Amsterdam-Zuid, want van de oude Jodenbuurt in het centrum was weinig meer over. Na de oorlog is het gebouw tot 1985 geheel als sjoel in gebruik geweest. Hierna werd het naar ontwerp van Edo Spier (1926-2022) weer als synagoge in gebruik genomen. In de jaren zeventig waren er even plannen om het gebouw te slopen. Bij gebrek aan gelovigen was er maar weinig belangstelling voor de sjoel, daardoor werd het voor de Joodse gemeente bijna onmogelijk om het gebouw te onderhouden. De sloop is voorkomen doordat een deel van het gebouw verhuurd werd aan het Verzetsmuseum. In 1999 verhuisde het Verzetsmuseum naar Gebouw Plancius. Sindsdien wordt de Lekstraat 63 deels gebruikt door veilinghuis Arts & Antiques Group (AAG). In het andere deel van het gebouw worden nog altijd sjoeldiensten gehouden.
Vanaf 1998 is Stadsdeel Rivierenbuurt de eigenaar. In 2005 werd besloten om het gebouw - dat inmiddels een Rijksmonument is - te restaureren. Het deel dat nu nog in gebruik is als sjoel zal in oorspronkelijke staat worden teruggebracht.